# لیندسی د فیلدر
لیندسی د فیلدر (انگلیسی: Lindsay De Vylder؛ زادهٔ ۳۰ مهٔ ۱۹۹۵) دوچرخه‌سوار اهل بلژیک است.
از باشگاه‌هایی که در آن بازی کرده‌است می‌توان به اسپورت فلاندر-بالوزه اشاره کرد.